# Różany (Łódź)
Pour les articles homonymes, voir Różany.
Różany est une localité polonaise de la gmina de Głowno, située dans le powiat de Zgierz en voïvodie de Łódź.